# Moehringia jankae
Moehringia jankae là loài thực vật có hoa thuộc họ Cẩm chướng. Loài này được Griseb. ex Janka mô tả khoa học đầu tiên năm 1873.